# Twinkle Khanna
Twinkle Khanna, nota anche come Tina Jatin Khanna (Mumbai, 29 dicembre 1974), è un'attrice, scrittrice e produttrice cinematografica indiana.

## Biografia
È figlia dell'attore, produttore e politico Rajesh Khanna e dell'attrice Dimple Kapadia.
Dal 2001 è sposata con l'attore, produttore, artista marziale e personaggio televisivo indiano naturalizzato canadese Akshay Kumar.
Dal 1995 al 2001 è stata attiva come attrice. In seguito ha intrapreso la carriera di interior designer. Dal 2010 è produttrice cinematografica e dal 2015 scrittrice.

## Filmografia parziale

### Attrice
- Barsaat, regia di Rajkumar Santoshi (1995)
- Jaan, regia di Raj Kanwar (1996)
- Dil Tera Diwana, regia di Lawrence D'Souza (1996)
- Itihaas, regia di Raj Kanwar (1997)
- Jab Pyaar Kisise Hota Hai, regia di Deepak Sareen (1998)
- International Khiladi, regia di Umesh Mehra (1999)
- Zulmi, regia di Kuku Kohli (1999)
- Baadshah, regia di Abbas-Mustan (1999)
- Yeh Hai Mumbai Meri Jaan, regia di Mahesh Bhatt (1999)
- Mela, regia di Dharmesh Darshan (2000)
- Chal Mere Bhai, regia di David Dhawan (2000)
- Jodi No.1, regia di David Dhawan (2001)
- Love Ke Liye Kuch Bhi Karega, regia di Eeshwar Nivas (2001)

### Produttrice
- Tees Maar Khan (2010)
- Thank You (2011)
- Patiala House (2011)
- Khiladi 786 (2012)
- 72 Miles - Ek Pravas (2013)
- Holiday: A Soldier Is Never Off Duty (2014)
- Dilwale (2015)
- Padman (Pad Man) (2018)

## Pubblicazioni
- Twinkle Khanna (18 agosto 2015). Mrs Funnybones: She's just like You and a lot like Me. Gurgaon: Penguin India. ISBN 978-93-5214-128-9. OCLC 984513921.
- Twinkle Khanna (7 novembre 2016). The Legend of Lakshmi Prasad. New Delhi: Juggernaut Books. ISBN 978-93-86228-05-5. OCLC 967492069.
- Twinkle Khanna (7 settembre 2018). Pyjamas Are Forgiving. Juggernaut Books. ISBN 978-938-62-2897-0.

## Premi
- "Filmfare Award for Best Female Debut" (1996)
- "Hello! Hall of Fame Award for Most Stylish Couple of the Year" (2010) - con Akshay Kumar
- "Outlook Social Media Award": "Inspiring Woman of the Year" (2016)
- "Crossword Popular Non-Fiction Award" (2016)
- "Hello! Hall of Fame Award for Visionary Woman of the Year" (2017)
- "India Today Woman Writer of the Year" (2017)
- "Vogue Opinion Maker of the Year" (2017)
- "Bangalore Literature Festival—Popular Choice Award" (2017)
- "Women's Entrepreneurship Day Pioneer Award": "Celebrity Pioneer Award" (2017)
- "National Film Award for Best Film on Social Issues" (2019)
- "Crossword Book Award (Popular) For Fiction" (2019)